# Stigmatophora likiangensis
Stigmatophora likiangensis är en fjärilsart som beskrevs av Daniel 1951. Stigmatophora likiangensis ingår i släktet Stigmatophora och familjen björnspinnare. Inga underarter finns listade i Catalogue of Life.